# Mohamed Loukal
Mohamed Loukal, né le 19 juillet 1950, est un banquier et un homme politique algérien.
Président-Directeur général de la Banque extérieure d'Algérie de 2001 à 2016 puis gouverneur de la Banque d'Algérie de 2016 à 2019, il est  ministre des Finances du 31 mars 2019 au 4 janvier 2020,. En 2022, il est condamné à six ans de prison pour « gaspillage de fonds publics, abus de pouvoir et octroi de privilèges indus à d’autres ».

## Biographie
Diplômé de Hautes études supérieures bancaires à Paris en 1975 puis en Italie 1976-1977, il a effectué toute sa carrière au sein de la Banque extérieure d'Algérie (BEA) dont il sera PDG de 2001 à 2016. Durant son mandat, il transforme la BEA initialement dévolue aux hydrocarbures en une banque universelle. Sa gestion financière de la banque détentrice des comptes de la Sonatrach fait de lui le "trésorier du régime Bouteflika" selon ses détracteurs
Fin mai 2016, il est nommé à la tête de la Banque d'Algérie en 2016,. En 2018, il encourage le FMI à être plus inclusif dans sa politique de quote-parts, évoquant le fait que "certains pays" font face à une volatilité financière croissante. Le 31 mars 2019, un décret présidentiel met fin à sa fonction de gouverneur de la Banque d'Algérie.
Du 31 mars 2019 au 4 janvier 2020, il est  ministre des Finances. Il évoque alors la possibilité de s'appuyer sur l'endettement extérieur pour financer les grands projets algériens et invite la Chine à accroître ses investissements en Algérie. En octobre 2019, il sort officiellement l'Algérie de son "économie nationaliste" en menant les premiers emprunts à l'étranger depuis 15 ans. Le FMI demande alors au pays de dévaluer sa monnaie pour mener à bien cette nouvelle politique financière. Lors de son mandat, on lui attribue la destitution de son remplaçant à la Banque d'Algérie, Amar Hiouani, en novembre 2019.

## Arrestation
En avril 2019, il comparait devant le procureur de la République de Sidi M'hamed, auditionné pour des affaires de « dilapidation des deniers publics ».
Le 26 septembre 2021, Mohamed Loukal est placé sous mandat de dépôt par le tribunal de Sidi M'hamed pour « abus de pouvoir » et « octroi d’indus privilèges au cours de son mandat de directeur de la Banque extérieure d’Algérie de 2001 à 2016 ». Le 10 août 2022, il est condamné à six ans de prison pour « gaspillage de fonds publics, abus de pouvoir et octroi de privilèges indus à d’autres ». Le 16 octobre 2022, il est condamné, semble--il en appel, à cinq ans de prison.
En décembre 2022, il est condamné à huit ans de prison pour, notamment, « dilapidation de deniers publics, abus de fonction et octroi d'indus privilèges lors de conclusion de marchés publics ». Le 29 décembre 2022, Mohamed Loukal est condamné par le tribunal de Sidi M'hamed à sept ans de prison, à une amende de un million de dinars et à la saisie de ses biens.